# Daniel Yéboah
Daniel Yéboah Tétchi (* 13. November 1984 in Abidjan) ist ein ivorischer ehemaliger Fußballtorwart.

## Karriere
Der in der ivorischen Stadt Abidjan geborene Schlussmann wurde beim SC Bastia ausgebildet und spielte danach in der Reserve des korsischen Vereins. Nach zwei Spielzeiten auf Leihbasis bei Villemomble Sports in der vierten Liga wechselte Yéboah zu US Créteil-Lusitanos. Da er sich in Europa jedoch nicht durchsetzen konnte, kam er 2008 zurück in sein Heimatland zum ASEC Mimosas. Im Januar 2012 gab sein Verein ASEC Mimosas bekannt, dass Yeboah nach dem African Cup of Nations zum französischen Verein Dijon FCO wechselt.
Yeboah stand bei der Junioren-Fußballweltmeisterschaft 2003 im Tor der Elfenbeinküste und wurde im selben Jahr auch in die A-Nationalmannschaft berufen. Nachdem er als einer der Hauptschuldigen an der gescheiterten Qualifikation für den Afrika-Cup 2004 galt, wurde er erst kurz vor der Fußball-Weltmeisterschaft 2010 wieder in den ivorischen Kader als dritter Torwart hinter Nummer eins Boubacar Barry und Aristide Zogbo berufen. 2012 war er als Ersatztorhüter hinter Boubacar Barry bei der Fußball-Afrikameisterschaft vertreten.

## Titel und Erfolge
- Ivorische Meisterschaft 2009